# Merindad de Río Ubierna
Merindad de Río Ubierna település Spanyolországban, Burgos tartományban. Merindad de Río Ubierna Alfoz de Quintanadueñas, Valle de Santibáñez, Huérmeces, Montorio, Valle de Sedano, Poza de la Sal, Abajas, Carcedo de Bureba, Valle de las Navas, Quintanilla Vivar, Sotragero és Quintanaortuño községekkel határos. Lakosainak száma 1411 fő (2024).

## Népesség
A település népessége az utóbbi években az alábbiak szerint változott:
| Lakosok száma | 1337 | 1389 | 1362 | 1406 | 1433 | 1411 | 1461 | 1444 | 1436 | 1411 |
|               | 2001 | 2004 | 2006 | 2009 | 2011 | 2014 | 2016 | 2019 | 2021 | 2024 |